# Вилађо Греко (Трапани)
Вилађо Греко је насеље у Италији у округу Трапани, региону Сицилија.
Према процени из 2011. у насељу је живело 7 становника. Насеље се налази на надморској висини од 3 м.